# Guido de Bonis
 (avril 2024).
Guido de Bonis, né le 27 mars 1931 à Turin (Italie) et mort le 21 août 2013 à Brive-la-Gaillarde (Corrèze), est un peintre italien, un sculpteur et un céramiste qui a partagé sa vie entre l'Italie (Turin) et la France (Sainte-Fortunade en Corrèze).

## Biographie

### Formation et voyages
Guido de Bonis est né à Turin (Italie) le 27 mars 1931, son père était commandant de carabiniers et est mort en opération à Palerme. Encouragé par ses proches à développer ses dons artistiques, il fréquente l’École des Beaux-Arts puis l'Académie Albertina de Turin sous la direction d’ltalo Cremona qui fut son maître mais surtout son ami, et qui écrira une préface enthousiaste pour sa première exposition personnelle dans cette ville, en 1952 (Galerie « Il Grifo »).
Après ses études, il entreprend de longs voyages en Allemagne, en France, en Hollande, au Maroc et, grâce à une bourse destinée à rédiger un mémoire sur l'Art asiatique, il parcourt le Moyen et l'Extrême-Orient : Liban, Iran, Turquie, Inde, Thaïlande, Japon et Hong Kong. La découverte de nouvelles techniques plastiques comme l'utilisation de l'or et de l'argent dans les œuvres persanes et chinoises vont conduire sa peinture vers une esthétique métissée.

### Séjour à Paris - Surfanta
De retour en Europe, il va faire de fréquents séjours à Munich, Amsterdam et Londres et surtout à Paris où son imaginaire court du métro aux boulevards, des lieux les plus à la mode aux simples bistrots de quartier. C'est là que va s'élaborer le Paris secret de De Bonis, raconté au-delà des clichés touristiques.
Même si sa culture et ses sources littéraires et artistiques croisent souvent celles de l'univers d'André Breton, Guido De Bonis a toujours précisé qu'il n'avait « aucune affinité » avec ce dernier courant pictural. Il va commencer à collaborer à des revues littéraires tant en France qu’en Italie côtoyant le groupe fondé à Turin par ses amis artistes turinois et créé en 1964 par Lorenzo Alessandriappelé " Surfanta", qui dérivait initialement de "Surréalisme et Fantaisie", puis de "Subcontinente Reale Fantastica Arte", mouvement soutenu par la revue homonyme dont les idéaux artistiques se rapprochent beaucoup de son désir d'une autre voie pour l'art que celle des courants dominants de cette époque (Surréalisme, Arte Povera, Abstraction …). Finalement il lui préférera l'influence de Raffaele Pontecorvo, qui, entouré de jeunes artistes turinois, va poser les bases du nouveau courant surréaliste turinois.

### Une vie entre France et Italie (1960-2013)
De retour en Italie, il alterne son activité de peintre avec celle de céramiste, travaillant à Albisola et exécutant de grandes compositions décoratives pour des institutions publiques et privées en collaboration avec les architectes Ugo Cavallini et Nik Edel. Dans les années 1980 il travaillera, une nouvelle fois, à une décoration en céramique pour « l'Alfa Theatro » de Turin (le théâtre des marionnettes).
Au fil des voyages, des rencontres et des lectures (Tolkien, Poe, Melville, Hemingway …) Guido de Bonis va poser les bases de son univers mythologique et graphique avec deux sources d'inspiration : l'océan et la forêt qui vont lui fournir la base de son univers de métamorphoses dans lesquelles l'humain, l'animal et le végétal s'unissent pour donner naissance à un monde poétique peuplé de créatures fantastiques.
Sur son chevalet était calligraphié le vers de Baudelaire publié dans « L'homme et la mer » en 1857 : « Homme libre, toujours tu chériras la mer ». L'océan - ses vagues, ses tempêtes et ses légendes - lui offrira le prétexte à de multiples œuvres tout au long de sa vie.En 1989 il publiera un recueil d'aquarelles, avec un texte de Angelo Mistrangelo intitulé « Leggende Bretoni ». En avril 2000, il écrira : « La mémoire des peintres fantastiques est semblable à un fond marin où tout (algues, coquillages, squelettes, épaves) se décompose, se corrompt, se transforme, se métamorphose sans jamais être détruite ».
C'est par le biais d'une corrézienne, Jeanne Hugonie, qui deviendra son épouse qu'il va découvrir la Corrèze, ses forêts et ses rivières. Le couple s'installe alors dans une des plus vieilles demeures de Sainte-Fortunade (Corrèze ), dans laquelle " Maître de Bonis " aimait recevoir ses amis (entre autres les membres de l'École de Brive dont Michel Peyramaure  et Denis Tillinac)  et ses invités, assis sur son fauteuil au dossier en forme de hibou.
Sa vie, à partir des années 70 va donc se partager entre le Piémont et la Corrèze où il réalise d'importants travaux décoratifs avec les architectes Bouillaguet et Spangenberger dans une école de Tulle, une sculpture monumentale destinée au Centre Hospitalier Jean-Marie Dauzier à Cornil et une fontaine (aujourd'hui détruite) pour le Centre culturel de Tulle. En collaboration avec Guido Audero il réalise une série de bijoux en or et argent, pour l’écrivain Ugo Ronfani et l’éditeur Antonio Brandoni il dessine, en 1980, une dizaine de lithographies destinées à un volume consacré au théâtre de Jean Genet.

### La chapelle des Métayers de Sainte-Fortunade[12]

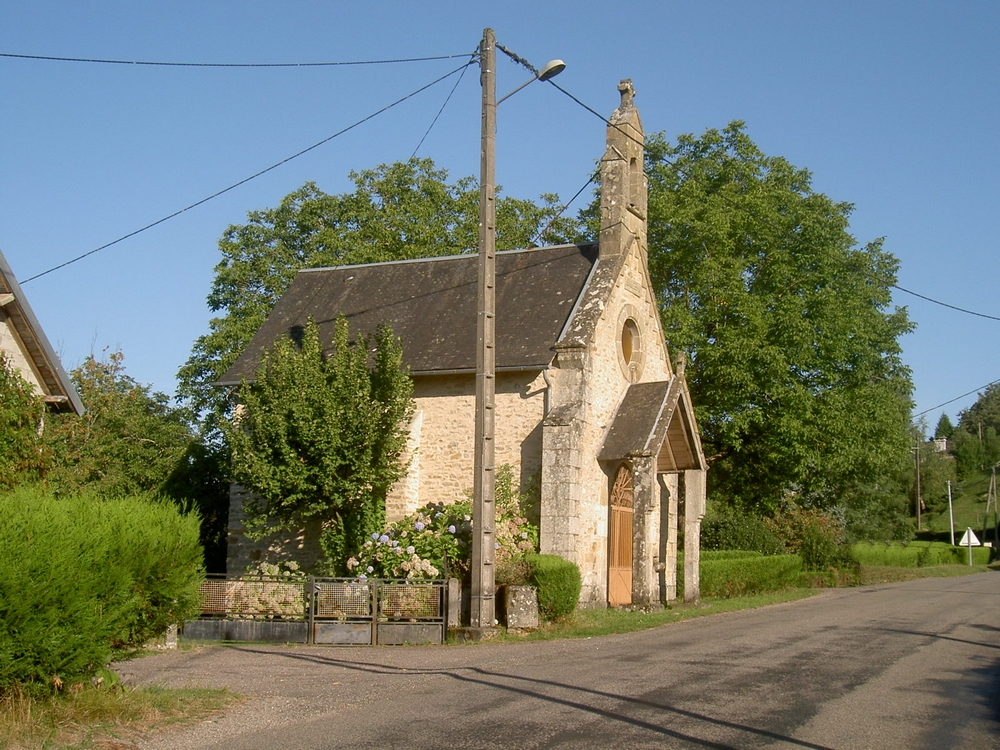
Chapelle des Métayers - Sainte-Fortunade

Dès les années 70 Guido de Bonis avait parlé de son souhait de suivre les traces de Jean Cocteau qui avait réalisé les peintures de trois chapelles, à Villefranche-sur-Mer, à Milly-la-Forêt et à Fréjus.
Quand l'occasion s'est présentée pour lui d'investir la chapelle des Métayers, qui venait d'être restaurée (en 1981) et dont les murs étaient blancs, il s'est tout de suite mis au travail et a accumulé, de 1985 à 1987, les croquis sur le thème des métiers de la terre, semeurs, faucheurs, moissonneurs, conducteurs de bœufs … ainsi que de leurs outils ou machines (charrue, batteuse à main …).
Quand les maquettes ont été terminées il a investi la totalité des murs de la chapelle, peignant directement sur les parois à la peinture acrylique.
Se limitant à une palette limitée à des tons de terre il a représenté les paysans au travail sur les deux murs latéraux : on reconnaît le peintre dans le personnage du semeur et on trouve aussi quelques hiboux, son animal fétiche, cachés dans la composition. La Vierge aux feuilles, entourée des archanges Michel et Gabriel, occupe le mur derrière l'autel, et, de chaque côté de la porte d’entrée sont représentés des cueilleurs de fruits montés sur des échelles.
Toutes les maquettes préparatoires ont été déposées aux archives départementales de la Corrèze où elles sont conservées dans un fonds d'archives spécialement consacré au peintre (coté en 135J).

### Dernières années

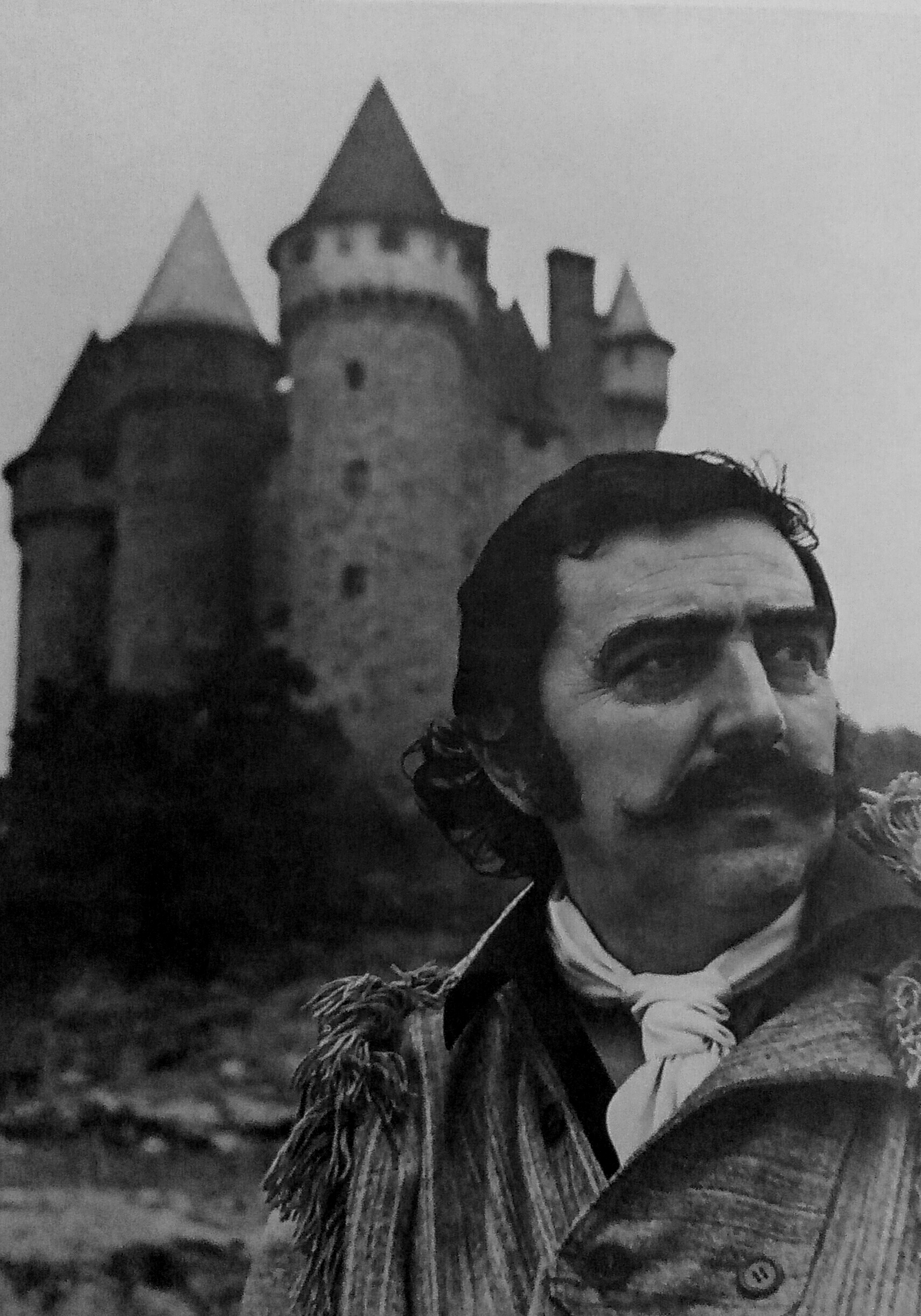
Guido de Bonis au Château de Val

Dans les dernières années de sa vie il devra quitter sa maison de Sainte-Fortunade pour s'installer à Nonards, toujours en Corrèze. Il décède à Brive-La-Gaillarde le 21 août 2013. Une exposition en hommage au peintre sera organisée en 2016 par ses amis artistes italiens au Palazzo Lomellini à Carmagnola dans le Piémont.
Ses œuvres sont dans des collections publiques et privées en Italie, France, États-Unis, Canada, Allemagne, Belgique, Suisse et Pays-Bas.

## Fortune critique
- … le surréalisme de de Bonis nous semble d'évidente extraction littéraire. En chacune de ses œuvres, l’élément narratif, du reste inséparable du langage graphique, est toujours très important. Ses dessins, ses gouaches, ses toiles sont autant de chroniques de la continuelle métamorphose cosmique des règnes de la Nature. Ugo Ronfani [15]
- … Guido de Bonis est attiré par le charme aventureux des géographies secrètes, par l'alchimie du temps sur le visage et sur les choses, par le pouvoir évocateur des ombres et par les tensions entre elles et la lumière, par le peu de traces visibles de créatures fantastiques du royaume de la fable. Ugo Ronfani[16]
- … Guido de Bonis, un poète ? C'est vrai. Un magicien ? Peut-être. Mais autre chose encore de plus étrange, de plus subtil: un artiste à mi-chemin entre le réel et le mythe et qui ne cède jamais tout à fait à l'un ou à l'autre. Michel Peyramaure [17]
- … Tandis que la plupart des hommes doivent s'efforcer de sélectionner leurs propres souvenirs, d'oublier le plus possible leur passé, pour pouvoir vivre, moi, je ne renonce à rien, je laisse tout affleurer à ma mémoire du plus profond de moi-même, sans crainte des secrets de l'inconscient dont je désire, en réalité, demeurer prisonnier comme quelqu'un qui sait qu'il est en train de rêver et qui voudrait retarder éternellement le moment du réveil. Guido de Bonis[18]
- … Sous les pinceaux de De Bonis une simple forme peut devenir parapluie, voile ou peut se transformer, s'il le désire, en chauve-souris. A l'intérieur du même cercle magique l'on trouve, de la même façon, la femme et le coquillage, les grandes lanternes et les hiboux aux yeux de jade qui apparaissent, la nuit, dans ses bois. Bois sombres comme ce primordial magma marin qui, en s'éclaircissant, révèlera la présence d'îles mystérieuses et de royaumes comme d'antiques fables où les mythes se renouvellent pour se traduire en moments d'authentique et de nouvelle poésie. Angelo Dragone[19]
- … Guido de Bonis n'est donc pas un peintre surréaliste, symboliste ou visionnaire, mais il est, certes, artiste « marqué » par la magie de la nature, par une existence « jouée » entre ironie et passion profonde, entre la fable de l'homme contemporain, qui se rebelle contre les structures fertiles de l'empire technologique, et la poésie des nuits lumineuses et troublantes. Angelo Mistrangelo[20]
- … Guido de Bonis était un homme qui aimait beaucoup la vie : un gros buveur, un fumeur infatigable, un séducteur incorrigible. Mais c'était aussi un grand amateur d'art, de bonnes lectures et de voyages. Marilina Di Cataldo[21].

### Monographies et livres illustrés
- Ugo Ronfani, Arte Italiana per il mondo, ouvrage collectif, Celit Editore, Turin, 1975
- Ugo Ronfani (Préface de), Stanze per Genet - volume comprenant 10 lithographies de Guido de Bonis, (tirage 99 exemplaires), Fogola editore, Turin,1980
- Ouvrage collectif, Guido de Bonis, Edizioni d'Arte Luna Nera, Turin, 1982
- Angelo Mistrangelo (préface de), Leggendi Bretoni, recueil d’aquarelles de Guido de Bonis,.
- Fogola Editore, Turino, 1989
- Angelo Mistrangelo (Préface de), Guido de Bonis – Disegni inedite – 1960-1990, édité par « Piemonte Artistico e culturale,Turin,1990
- Edgar Allan Poe, Histoire d'Arthur Gordon Pym, Traduction de Robert Fagliero, volume comprenant 10 lithographies de Guido de Bonis, (tirage à 75 exemplaires numérotés de I à LXXV et 26 exemplaires de A à Z), Fogola editore, Turin, 1995

### Choix d'articles
- Ouvrage collectif, Artisti italiani del ‘900, La ginestra editore, Milan,1961
- Ronfani Ugo, Préface du catalogue de l'exposition de Bonis à la Galerie Desbrières, Paris, 1966
- Ouvrage collectif, Gente nostra, pittura et scultura contemporanea, G.N editore d'Arte, Turin, 1967
- Piero Capello, Profilo critico del pittore Guido de Bonis, Il Conciliatore n°3, Mars 1972
- Luigi Mallé, Artisti d’oggi per il barocco piemontese, Editore Stella, Turin, 1976
- Mario Contini, I nomadi del spirito, Edition Galleria dell'Orco, Rivarola-Canavese, Italia, 1977
- Michel Peyramaure, Préface du catalogue de l'exposition Guido de Bonis au Château de Sédières (Corrèze), 1978
- Massimo Melotti, Carlo Munari, La cità magica - Arte surréale et fantastica aTorino, Giorgio Tacchini editore, Vercelli, 1979
- Ouvrage collectif, Catalogue de l'exposition au Château de Val – Lanobre – Bort les Orgues,1986